# Diocesi di Mazara del Vallo

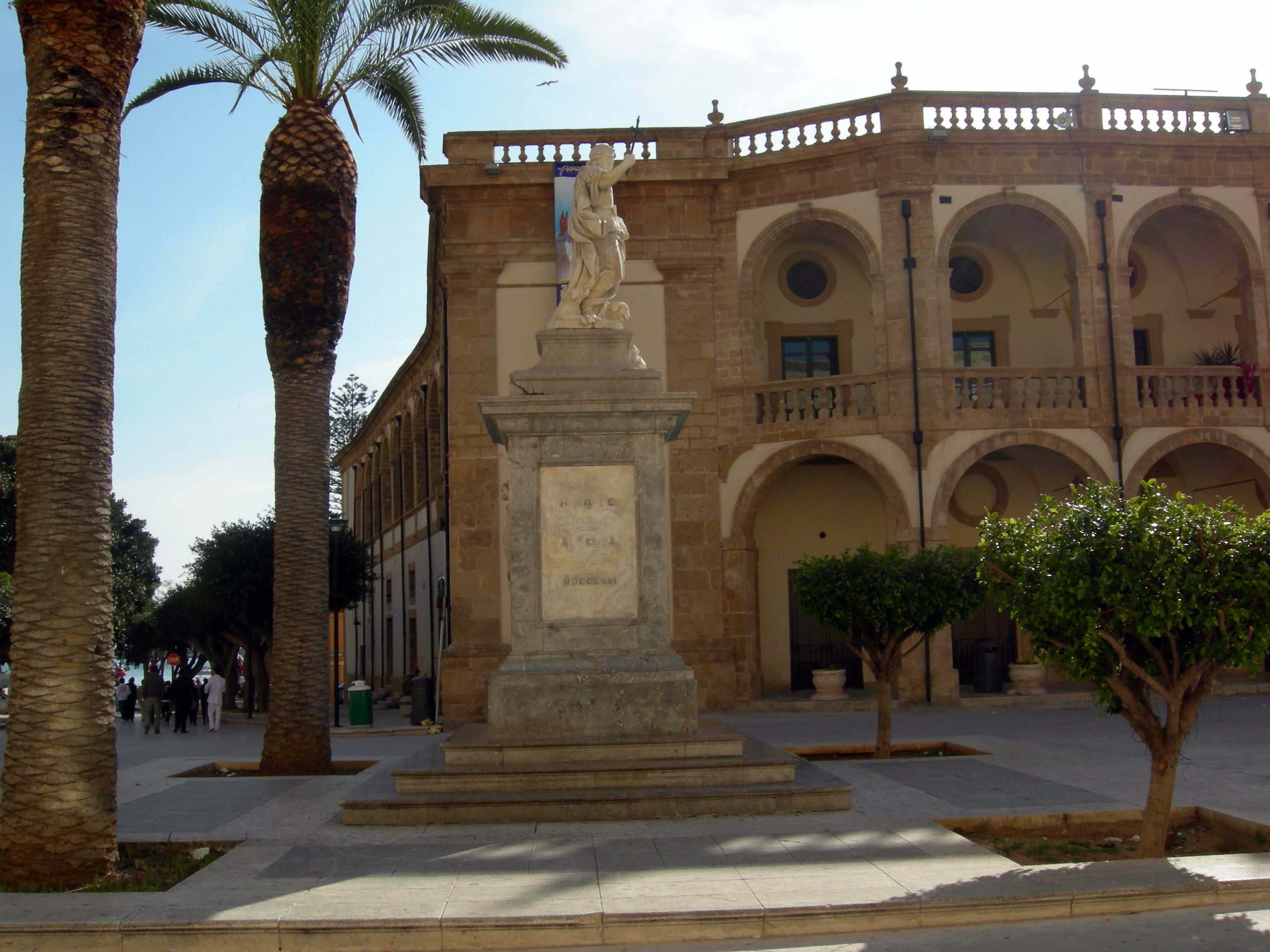
Il seminario di Mazara del Vallo.

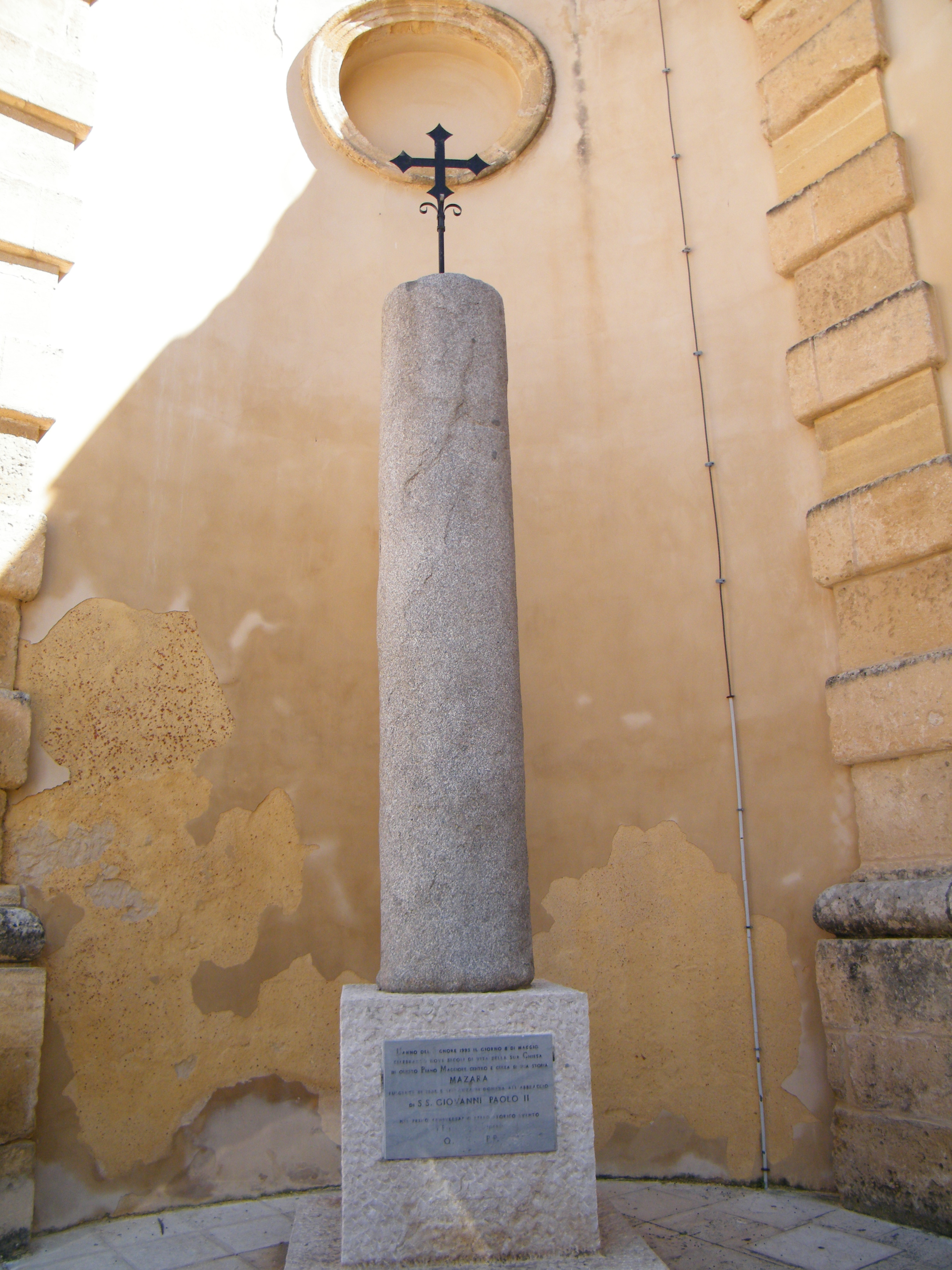
Colonna dell'antica chiesa normanna.

La diocesi di Mazara del Vallo (in latino Dioecesis Mazariensis) è una sede della Chiesa cattolica in Italia suffraganea dell'arcidiocesi di Palermo appartenente alla regione ecclesiastica Sicilia. Nel 2023 contava 214.000 battezzati su 226.000 abitanti. È retta dal vescovo Angelo Giurdanella.

## Territorio
Il territorio della diocesi di Mazara abbraccia 13 comuni del libero consorzio comunale di Trapani: Mazara del Vallo, Campobello di Mazara, Castelvetrano, Gibellina, Marsala, Partanna, Petrosino, Pantelleria, Poggioreale, Salaparuta, Salemi, Santa Ninfa e Vita.
Sede vescovile è la città di Mazara del Vallo, dove si trova la cattedrale del Santissimo Salvatore.
Il territorio si estende su 1.374 km² ed è suddiviso in 67 parrocchie, raggruppate in 5 foranie (Mazara del Vallo, Castelvetrano, Marsala, Partanna e Salemi) e una zona pastorale (Pantelleria).

## Storia
La diocesi di Mazara fu la prima diocesi eretta dai Normanni in Sicilia, con un diploma del 1093 del "gran conte" Ruggero I d'Altavilla, che aveva conquistato la città nel 1072. Essa era l'erede dell'antica diocesi di Lilibeo, scomparsa durante la dominazione araba dell'isola.
Inizialmente molto vasta, si estendeva dalla foce del Belice sin nelle vicinanze della città di Palermo, comprendendo quindi l'attuale provincia di Trapani e parte di quella del capoluogo. Il diploma, confermato da Ruggero II nel 1144, conteneva anche tutta una serie di donazioni di carattere feudale, «che ponevano il vescovo di Mazara alla testa della nuova aristocrazia feudale della Sicilia occidentale».
Il primo vescovo ad essere nominato fu Stefano de Fer (documentato dal 1093 al 1124), parente del conte Ruggero, benedettino proveniente dall'abbazia di Sant'Eufemia in Calabria e fautore dell'insediamento di parecchi monasteri benedettini (femminili e maschili) nel territorio.
L'erezione della diocesi fu approvata da papa Urbano II il 10 ottobre 1098 e confermata dal successore Pasquale II il 15 ottobre 1100. Fin dall'inizio la diocesi divenne suffraganea dell'arcidiocesi di Palermo, come documentato nelle bolle dell'antipapa Anacleto II (1130) e di papa Adriano IV (1156).
Nel 1176 il vescovo Tustino cedette all'abate Teobaldo, dell'abbazia di Santa Maria Nuova di Monreale, i territori di Giato e di Calatrasi; poco dopo l'abbazia fu elevata al rango di arcidiocesi metropolitana (oggi arcidiocesi di Monreale).
Nel 1224 arrivarono in diocesi i francescani, mentre era ancora vivo san Francesco, guidati dal beato Angelo da Rieti; fondarono un monastero che, assieme a quello di Messina, fu il punto di irraggiamento dell'ordine nell'isola. Con Goffredo Roncioni, alla fine del XIII secolo, ebbe inizio la serie dei vescovi domenicani, che governarono la diocesi per oltre mezzo secolo.
Un importante documento, conservato nell'archivio della curia vescovile di Mazara e pubblicato per la prima volta nel 1980, dal titolo Riveli di tutti li beneficii di questa diocesi di Mazara dell'anno 1430, riporta un elenco esaustivo dello stato della diocesi nella prima metà del XV secolo e «offre un contributo notevole alla conoscenza della vita della Chiesa ... nella diocesi di Mazara, sue strutture, persone, edifici di culto, monasteri, confraternite, situazione economica, vita spirituale».
Durante il concilio di Trento, prese parte il vescovo Giacomo Lomellino Del Campo (1562-1571), a cui i padri conciliari affidarono il compito di scrivere la parte relativa alla dottrina conciliare sul matrimonio cattolico. Fu al concilio anche il vescovo Antonio Lombardo (1573-1579), che, ritornato a Mazara, celebrò il primo sinodo diocesano per l'attuazione delle riforme tridentine.
Tra i vescovi di Mazara si annoverano due cardinali: Basilio Bessarione, che governò la diocesi per un decennio (1449-1458) in qualità di amministratore apostolico; e Giovanni Domenico Spinola (1636-1646), che celebrò un sinodo i cui statuti «risultarono una insigne opera giuridica, alla quale si rifecero sempre i vescovi nei successivi sinodi della Chiesa mazarese».
Tra il 1690 ed il 1694 fu ricostruita dal vescovo Francesco Maria Graffeo l'antica cattedrale normanna in forme barocche, ristrutturata nel 1970 a seguito del terremoto del 1968. Tra i vescovi successivi si ricorda in particolare il teatino Bartolomeo Castelli (1695-1730), che rinnovò l'insegnamento della catechesi e fece edificare il sontuoso palazzo sede del seminario, che era stato istituito dal vescovo Bernardo Gascó nel 1584.
Nel 1797 davanti al vescovo, al clero e a una grande folla di fedeli l'immagine raffigurante la Madonna del Paradiso fu vista abbassare ripetutamente gli occhi. Ne seguì un regolare processo canonico, al termine del quale l'effigie fu incoronata nel 1803.
Nel 1844 il territorio della diocesi, che era rimasto invariato dai tempi dei Normanni, subì un sostanziale ridimensionamento. Infatti il 31 maggio cedette i comuni di Trapani, Monte San Giuliano (ora Erice), Paceco, Xitta, Favignana, Pantelleria per l'erezione della diocesi di Trapani; il 20 maggio precedente aveva ceduto i comuni di Balestrate, Borgetto, Capaci, Carini, Cinisi, Partinico, Terrasini, Torretta e Valguarnera Ragali per l'ingrandimento dell'arcidiocesi di Monreale.
Un'ulteriore cessione territoriale avvenne il 24 settembre 1950, quando furono trasferiti alla diocesi di Trapani i comuni di Alcamo, Castellammare del Golfo e Calatafimi, mentre l'isola di Pantelleria tornò a far parte della diocesi di Mazara.
Il 10 marzo 1962, con la lettera apostolica Ianua caeli, papa Giovanni XXIII ha proclamato la Beata Maria Vergine, Madonna del Paradiso, e i santi Vito, Modesto e Crescenzia patroni principali della diocesi.
La diocesi ha festeggiato, nel 1993, il nono centenario della sua fondazione, in occasione del quale fu visitata da papa Giovanni Paolo II: in ricordo dell'avvenimento il vescovo Emanuele Catarinicchia fece collocare nello spazio antistante la cattedrale una colonna dell'antica cattedrale normanna, con iscrizione alla base.

## Cronotassi dei vescovi
Si omettono i periodi di sede vacante non superiori ai 2 anni o non storicamente accertati.
- Stefano de Fer, O.S.B. † (1093 - dopo il 1124)
- Umberto o Oberto † (menzionato nel 1144)
- Tustino (o Tustano, o Tristano) † (prima del 1157[10] - dopo marzo 1180)[11]
- Matteo † (prima di marzo 1182 - dopo febbraio 1183)[12]
- Lorenzo † (menzionato nel 1188)[12]
- Anonimo † (menzionato nel 1193)[12]
- Anonimo † (menzionato a novembre 1198 e a luglio 1199)[12][13]
- Pietro † (prima di luglio 1200 - dopo il 1201)[12]
- Anonimo † (menzionato nel 1208)[12]
- Anonimo † (menzionato nel 1215)[12]
- Giuliano[14] † (menzionato nel 1226)[12][15]
- Anonimo † (menzionato il 10 ottobre 1239)[12][16]
- Benvenuto † (menzionato tra il 1245 e il 1254)[12]
- Nicolò, O.Cist. † (prima del 1256 - dopo agosto 1270)[12][17]
  - Luca † (menzionato nel 1260) (vescovo intruso)[12]
- Giovanni De Ferro † (prima di agosto 1271 - dopo il 6 aprile 1283)[12]
- Guglielmo † (menzionato nel 1288)
- Goffredo Roncioni, O.P. † (1297 - 1316)[18]
- Pellegrino De Pactis, O.P. † (1317 - circa 1326 deceduto)
- Pietro Rogato (o Rauna o Ragona), O.P. † (1326 - circa 1330 deceduto)
- Ferrer Abella, O.P. † (28 settembre 1330 - 30 agosto 1334 nominato vescovo di Barcellona)
- Ugone da Vich o da Vicenza, O.P. † (14 giugno 1335 - 1342 deceduto)
- Bernardo † (20 novembre 1342 - 1346 deceduto)
- Raimondo De Montechateno † (22 giugno 1347 - 1349 deceduto)
- Guglielmo Monstrio † (15 giugno 1349 - 23 dicembre 1355 nominato arcivescovo di Messina)
- Gregorio, O.S.B. † (24 aprile 1357 - 1361 deceduto)
- Francesco Di Catania † (1362 - 1363 deceduto)
- Ruggero Da Piazza, O.F.M. † (19 aprile 1363 - 20 dicembre 1383 deceduto)
- Francesco De Regno, O.F.M. † (12 maggio 1386 - ?)
- Francesco, O.P. † (18 marzo 1388 - 1391)
  - Anastasio † (5 agosto 1388 - ?) (antivescovo)
- Francesco Vitale o De Vitalis † (14 settembre 1391 - 1414 deceduto)
  - Michele † (menzionato nel 1405) (antivescovo)[19]
  - Pietro, O.F.M. † (14 giugno 1415 - ?) (antivescovo)
- Giovanni De Rosa † (1415 - 1448 deceduto)
  - Basilio Bessarione † (28 marzo 1449 - 26 luglio 1458 nominato amministratore apostolico di Pamplona) (amministratore apostolico)
- Giovanni Burgio † (25 ottobre 1458 - 16 novembre 1467 nominato arcivescovo di Palermo)
- Paolo Visconti, O.Carm. † (16 novembre 1467 - 6 settembre 1469 nominato arcivescovo di Palermo)
- Giovanni Montaperto-Chiaromonte † (6 settembre 1469 - 25 ottobre 1485 deceduto)
- Giovanni Branai (Granai) Castrioto † (15 marzo 1486 - 1503 dimesso)[20]
- Giovanni Villamarino † (1503 - 1525 deceduto)
- Agostino De Francisco † (21 luglio 1525 - 1526)
- Girolamo De Francisco † (12 dicembre 1526 - 1530 deceduto)
- Giovanni Omodei † (14 dicembre 1530 - 1º febbraio 1542 deceduto)
- Girolamo Termine o De Terminis † (6 agosto 1543 - 27 ottobre 1561 deceduto)
- Giacomo Lomellino Del Campo † (17 aprile 1562 - 10 gennaio 1571 nominato arcivescovo di Palermo)
- Juan Beltrán de Guevara † (24 settembre 1571 - 16 gennaio 1573 dimesso)
- Antonio Lombardo † (16 gennaio 1573 - 30 marzo 1579 nominato vescovo di Agrigento)
- Bernardo Gascó † (30 marzo 1579 - 14 agosto 1586 deceduto)
  - Sede vacante (1586-1589)
- Luciano Rosso (De Rubeis) † (23 gennaio 1589 - 28 ottobre 1602 deceduto)
- Juan de Gante † (28 aprile 1604 - 24 settembre 1605 deceduto)
- Marco La Cava † (5 dicembre 1605 - 4 agosto 1626 deceduto)
  - Sede vacante (1626-1630)
- Francisco Sánchez Villanueva y Vega † (23 settembre 1630 - 9 luglio 1635 nominato arcivescovo, titolo personale, di Isole Canarie)
- Giovanni Domenico Spinola † (1º dicembre 1636 - 11 agosto 1646 deceduto)
- Diego Requesens † (7 ottobre 1647 - 21 marzo 1650 deceduto)
- Carlo Impellizzeri † (19 dicembre 1650 - 31 ottobre 1654 deceduto)
- Juan Lozano, O.E.S.A. † (29 maggio 1656 - 4 febbraio 1669 nominato arcivescovo di Palermo)
- Giuseppe Cigala, C.R. † (30 giugno 1670 - 9 maggio 1678 nominato arcivescovo di Messina)
  - Sede vacante (1678-1681)
- Carlo Reggio † (28 aprile 1681 - 14 novembre 1683 deceduto)
- Francesco Maria Graffeo, O.F.M.Conv. † (30 aprile 1685 - 16 gennaio 1695 deceduto)
- Bartolomeo Castelli, C.R. † (28 novembre 1695 - 5 aprile 1730 deceduto)
- Alessandro Caputo, O.Carm. † (21 maggio 1731 - 24 febbraio 1741 deceduto)
- Giuseppe Stella † (9 luglio 1742 - 7 settembre 1758 deceduto)
- Girolamo Palermo, C.R. † (4 aprile 1759 - 25 giugno 1765 dimesso[21])
- Michele Scavo † (6 agosto 1766 - novembre 1771 deceduto)
- Ugone Papé di Valdina † (14 dicembre 1772 - 13 gennaio 1791 deceduto)
- Orazio Della Torre † (3 dicembre 1792 - 21 dicembre 1811 deceduto)[22]
  - Sede vacante (1811-1816)
- Emanuele Custo † (23 settembre 1816 - 8 luglio 1829 deceduto)
  - Sede vacante (1829-1832)
- Luigi Scalabrini † (17 dicembre 1832 - 4 luglio 1842 deceduto)
  - Sede vacante (1842-1845)
- Antonio Salomone † (20 gennaio 1845 - 21 dicembre 1857 nominato arcivescovo di Salerno)
- Carmelo Valenti, C.SS.R. † (27 settembre 1858 - 22 settembre 1882 deceduto)
- Antonio Maria Saeli, C.SS.R. † (22 settembre 1882 succeduto - 5 marzo 1900 deceduto)
- Gaetano Quattrocchi † (15 giugno 1900 - 1º aprile 1903 dimesso[23])
- Nicola Maria Audino † (22 giugno 1903 - 21 giugno 1933 deceduto)
- Salvatore Ballo Guercio † (18 settembre 1933 - 8 agosto 1949 dimesso[24])
- Gioacchino Di Leo † (5 luglio 1950 - 8 ottobre 1963 deceduto)
- Giuseppe Mancuso † (26 dicembre 1963 succeduto - 21 marzo 1977 ritirato)
- Costantino Trapani, O.F.M. † (21 marzo 1977 succeduto - 7 dicembre 1987 ritirato)
- Emanuele Catarinicchia † (7 dicembre 1987 - 15 novembre 2002 ritirato)
- Calogero La Piana, S.D.B. (15 novembre 2002 - 18 novembre 2006 nominato arcivescovo di Messina-Lipari-Santa Lucia del Mela)
- Domenico Mogavero (22 febbraio 2007 - 29 luglio 2022 ritirato)
- Angelo Giurdanella, dal 29 luglio 2022

## Vescovi nati nella diocesi
- Mariano Crociata, vescovo di Latina-Terracina-Sezze-Priverno
- Vito Rallo, arcivescovo titolare di Alba e nunzio apostolico in Marocco
- Calogero Peri, O.F.M.Cap., vescovo di Caltagirone

## Statistiche
La diocesi nel 2023 su una popolazione di 226.000 persone contava 214.000 battezzati, corrispondenti al 94,7% del totale.
| anno | popolazione | popolazione | popolazione | presbiteri | presbiteri | presbiteri | presbiteri                | diaconi | religiosi | religiosi | parrocchie |
| anno | battezzati  | totale      | %           | numero     | secolari   | regolari   | battezzati per presbitero | diaconi | uomini    | donne     | parrocchie |
| ---- | ----------- | ----------- | ----------- | ---------- | ---------- | ---------- | ------------------------- | ------- | --------- | --------- | ---------- |
| 1950 | 275.800     | 275.800     | 100,0       | 223        | 189        | 34         | 1.236                     |         | 42        | 314       | 58         |
| 1970 | 226.183     | 227.183     | 99,6        | 140        | 120        | 20         | 1.615                     |         | 29        | 226       | 56         |
| 1980 | 229.700     | 236.900     | 97,0        | 114        | 80         | 34         | 2.014                     |         | 42        | 230       | 61         |
| 1990 | 222.723     | 231.562     | 96,2        | 103        | 68         | 35         | 2.162                     |         | 41        | 216       | 78         |
| 1999 | 223.358     | 234.693     | 95,2        | 100        | 70         | 30         | 2.233                     |         | 36        | 241       | 77         |
| 2000 | 223.124     | 233.951     | 95,4        | 101        | 71         | 30         | 2.209                     |         | 36        | 241       | 77         |
| 2001 | 223.250     | 234.592     | 95,2        | 100        | 72         | 28         | 2.232                     |         | 34        | 241       | 77         |
| 2002 | 223.025     | 234.295     | 95,2        | 95         | 71         | 24         | 2.347                     |         | 30        | 241       | 77         |
| 2003 | 222.965     | 233.592     | 95,5        | 96         | 73         | 23         | 2.322                     |         | 29        | 241       | 77         |
| 2004 | 220.659     | 233.706     | 94,4        | 95         | 70         | 25         | 2.322                     |         | 31        | 241       | 77         |
| 2005 | 221.096     | 235.409     | 93,9        | 94         | 68         | 26         | 2.352                     |         | 33        | 163       | 77         |
| 2006 | 220.906     | 235.600     | 93,8        | 94         | 66         | 28         | 2.350                     |         | 35        | 163       | 77         |
| 2010 | 223.000     | 237.000     | 94,0        | 94         | 71         | 23         | 2.372                     |         | 32        | 136       | 65         |
| 2013 | 210.652     | 231.450     | 91,0        | 100        | 70         | 30         | 2.106                     | 1       | 38        | 131       | 63         |
| 2016 | 223.900     | 241.200     | 92,8        | 98         | 67         | 31         | 2.284                     | 1       | 39        | 143       | 67         |
| 2019 | 218.178     | 228.603     | 95,4        | 86         | 64         | 22         | 2.536                     | 3       | 26        | 110       | 67         |
| 2021 | 215.820     | 227.740     | 94,8        | 82         | 64         | 18         | 2.631                     | 4       | 22        | 87        | 67         |
| 2023 | 214.000     | 226.000     | 94,7        | 80         | 62         | 18         | 2.675                     | 4       | 26        | 87        | 67         |